# ヴィルヘルム・ミクラス
ヴィルヘルム・ミクラス (ドイツ語: Wilhelm Miklas、1872年10月15日 - 1956年3月20日) は、オーストリアの政治家。1928年からオーストリアがナチス・ドイツによって併合される1938年まで大統領を務めた。

## 生涯
ミクラスはクレムスの郵便局員の息子として、下オーストリア州のクレムス・アン・デア・ドナウで生まれる。ザイテンステッテンの高校を卒業し、ウィーン大学で歴史と地理学を学んだ。1905年から1922年までミクラスは下オーストリア州ホルンの連邦中学校の校長を務めた。
キリスト教社会党に入党して活動し、1907年に彼は帝国議会議員に選出された。

## 大統領職

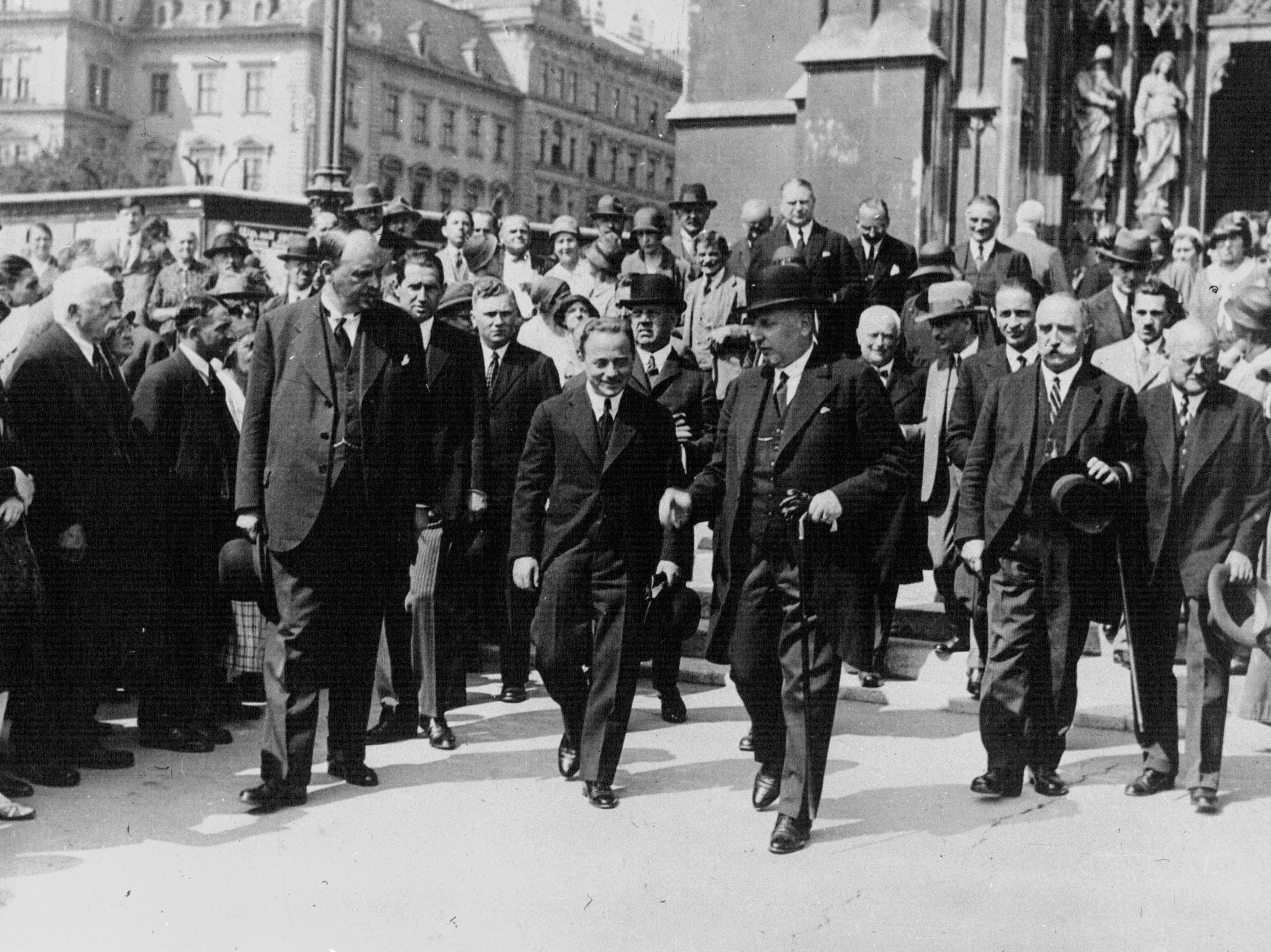
ミクラス大統領（右）とドルフース首相（中央）、1932年。

オーストリア連邦鉄道"Nationalrat"が起こしたストライキを巡って国会が大混乱に陥り、議長のカール・レンナーとミクラスの側近であるルドルフ・ラメクとゼップ・シュトラーフナーが辞任を余儀なくされたが、ミクラスは何一つ手を打てなかった。議会はもはや状況に対処することができず、後に首相のエンゲルベルト・ドルフースが議会の「自主的解散」を宣言する遠因になった。
政府は警察力とエミール・フェイ率いる準軍事組織護国団の武力を背景にあらゆる集会を禁止した。しかし、護国団の擡頭は首相・ドルフースにドイツのパウル・フォン・ヒンデンブルク大統領によって与えられた憲法第48条に基づく「非常事態宣言」による独裁政治の機会を与えることになった。
それでもミクラスは消極姿勢を捨てなかった。政府は5月20日には単独政党の設立を目して祖国戦線を設置し、 オーストリア共産党、ナチスオーストリア支部、そして準軍事組織を有する共和国防衛同盟の活動を非合法化した。Arbeiter-Zeitung（労働者新聞）の発禁と労働運動の弾圧も並行して行われたが、これは1934年2月12日の2月内乱の原因となった。
結局はオーストリア社会民主党も非合法化され、オーストリア連邦国の成立が宣言されたことによってオーストロファシズムの理念は実現することになった。ミクラスの大統領位は失われなかったが、ミクラスは憲法に違反したドルフースとその後継者クルト・シュシュニックを個人的に激しく叱責した。だが、公の場で政府の行為を批判することはしなかった。
1934年の7月蜂起が失敗に終わった後、ミクラスは首相ドルフースが放ち、死刑判決を受けた刺客の減刑を拒否したためにオーストリア・ナチスの不評を買った。 オーストロファシズム政権はナチス・ドイツからの圧力の高まりを受けてベニート・ムッソリーニのイタリア王国およびにハンガリー王国に接近した。1936年にはホルティ・ミクローシュをヴェルター湖に招き歓待している。
1938年1月12日、クルト・シュシュニック首相がアドルフ・ヒトラーの別荘であるベルクホーフに呼び出されドイツ政府の要求を伝えられるとミクラスは妥協し、収監されていたナチス党員に恩赦を与えた。しかし、オーストリア・ナチスのアルトゥル・ザイス＝インクヴァルトに警察権を与えることは拒否した。そこでヒトラーがドイツ国防軍を独墺国境に展開させると、ミクラスはアルトゥル・ザイス＝インクヴァルトを内相に任じる他なく、警察権は委譲された。
1938年3月9日、シュシュニック首相は4日以内にオーストリアの独立を問う国民投票を行うことを発表した。一方、ドイツはシュシュニックを罷免しザイス＝インクヴァルトを首相にすることを要求し、さもなければ翌日にはドイツ軍が国境を越えると警告した。ナチスを支持する群衆が首相官邸に押し寄せたため、シュシュニックは自ら辞意を表明した。ミクラスはそれでもザイス＝インクヴァルトを首相にすることを拒否し続けたが、もはやナチス党員以外の候補者は居なくなっていた。その頃、ヒトラーはイタリアのムッソリーニから不介入の確約を勝ち取り、軍に対して夜明けとともにオーストリアに侵攻するよう命じた（オットー作戦）。その日の深夜、ミクラスはやむなくザイス＝インクヴァルトを首相に任命した。ザイス＝インクヴァルトは大急ぎでベルリンに電話したが、時既に遅く、ドイツ軍は国境を越えた。オーストリア軍は抵抗せず、都市ではむしろ市民の大歓迎を受けた。
アンシュルスが着々と進展する中、ミクラスはナチスの要求を拒否したために自宅で軟禁されたが、のちに武装親衛隊大佐となるオットー・スコルツェニーによってナチスの横暴からは保護されていた。3月13日にはザイス＝インクヴァルトによって「ドイツ・オーストリア合併を正式に宣言する総統布告」が公布された。オーストリアはナチス・ドイツによって併合され、大統領職・首相職は失われた。シュシュニック前首相は収監されたが、ミクラスは年金を保証されて政界を引退した。
| 公職                        | 公職                               | 公職                                             |
| --------------------------- | ---------------------------------- | ------------------------------------------------ |
| 先代 ミヒャエル・ハイニシュ | オーストリア大統領 1928年 - 1938年 | 空位ドイツによる併合次代の在位者カール・レンナー |